# Heusweiler
Heusweiler är en kommun och ort i Regionalverband Saarbrücken i förbundslandet Saarland i Tyskland.
Kommunen bildades 1 januari 2008 när de tidigare självsändiga kommunerna Heusweiler, Eiweiler, Holz, Wahlschied, Kutzhof, Niedersalbach och Obersalbach-Kurhof bildade den nuvarande kommunen Heusweiler.